# Belo, Brda
Belo je naselje v Občini Brda.